# احمدکند
احمدکند (به لاتین: Akhmedkent) یک منطقهٔ مسکونی در روسیه است که در شهرستان کایتاگسکی واقع شده‌است.